# 王尚政
王尚政（本名王尚華，1924年—2010年），中國作協會員 （页面存档备份，存于）、福建省政協3-7屆委員、香港作聯會員、香港廈門聯誼會發起人之一。原籍福建晉江市，出生于菲律賓馬尼拉。1949年回國參加新中國建設。任職廈門文聯。1979年定居香港。2010年12月21日于香港東區寓所逝世，享年87歲。

## 代表作品
- 大型詩劇《還我河山》[]（1962）
- 哲學論文《關於相對平衡》[]（1969-1972）
- 中篇小説《情海波濤》（1982）
- 散文集《閑雲集》（1990）
- 小説集《女兒夢》[]（1991）
- 散文集《綠窗隨筆》（1992）
- 中篇小説《逝水餘波》（1994）
- 雜文集《也曾走過霛山一段路》[]（2001）
- 個人文集《王尚政作品選》（2006）

## 相關的外部連結：
- http://hk.myblog.yahoo.com/wong-siongching%5B%5D
- https://web.archive.org/web/20160304094559/http://www.tese.me/html/guojiatese/guojiashice/jindaishi/2009/0603/3189.html
- http://www.gmw.cn/content/2009-02/27/content_891252.htm%5B%5D